# Emblanquiment dentari

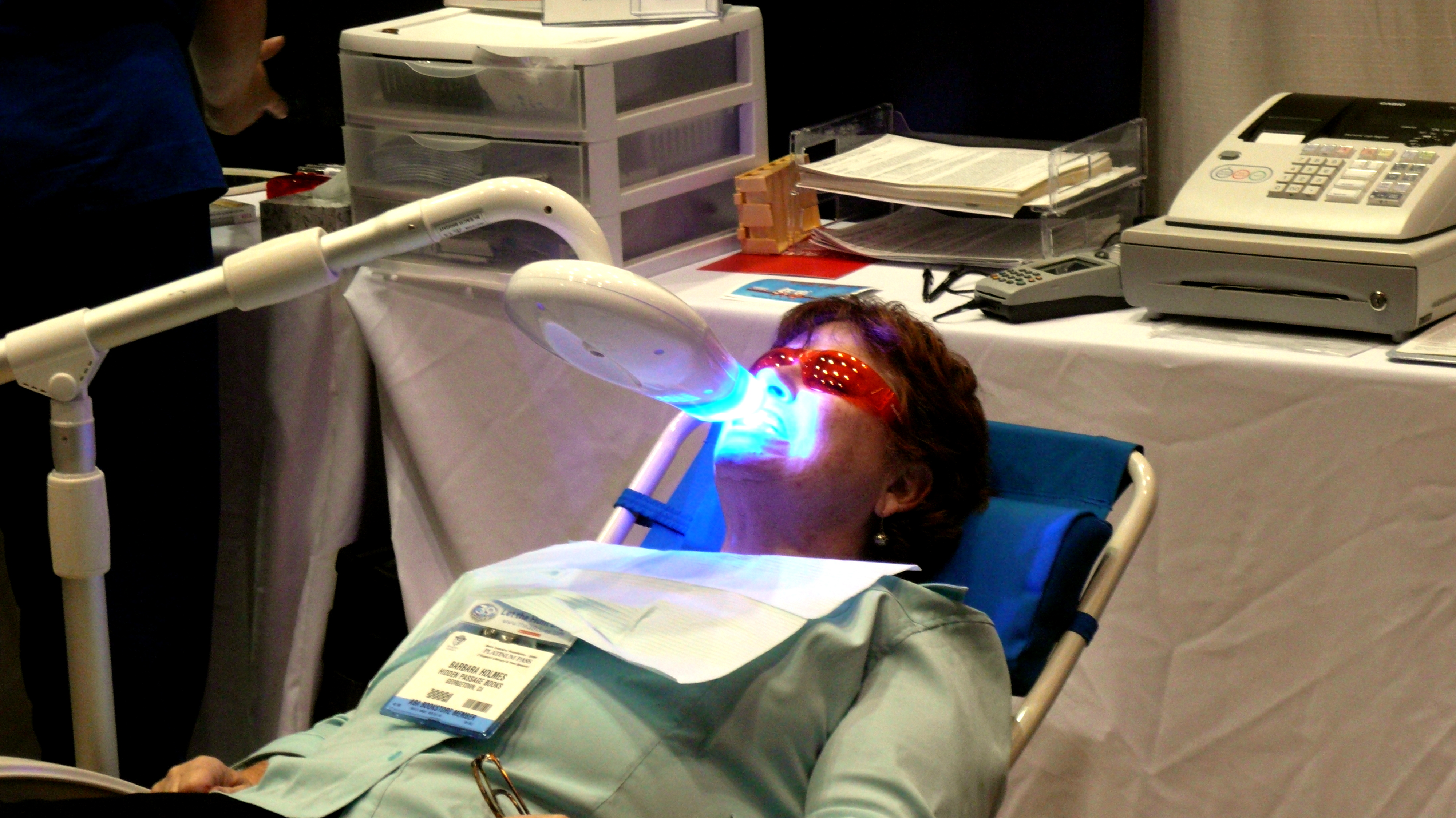
Emblanquiment dentari amb làser

L'emblanquiment dentari o més aviat l'esclariment dentari permet d'aclarir la color de les dents. Aquesta tècnica consisteix a utilitzar un agent d'emblanquiment dentari que travessa l'esmalt, la part externa de la corona i penetra al nivell de la dentina. Aquest agent és un ió d'oxigen que es pot obtenir a partir de diferents productes. Aquest ió d'oxigen obra llavors sobre els lligams dels cromòfors i, en oxidar la matèria orgànica, permet d'esclarir la dent.
L'emblanquiment dentari és un tractament iniciat i seguit pels cirurgians dentals, o més recentment, amb la venda de productes de venda sense recepta, practicat a casa. Aquest tractament, que pretén corregir les coloracions, s'utilitza per motius estètics. Això pot implicar la correcció de la descoloració a causa de l'envelliment, el contacte repetit de les dents amb productes externs que provoquen un canvi de color (tabac, cafè, te i, en general, aliments i begudes de color), però també per causes com ara fàrmacs, radioteràpia, quimioteràpia, etc. després d'una intervenció al canal dental o simplement d'un xoc. En cap cas és possible d'obtenir una coloració més clara que la coloració natural inicial de la dent, la gamma de la qual varia del quasi blanc fins a tons de marró vermellós, groc vermellós, gris o gris vermellós segons els individus.
Emblanquir les dents no és una invenció moderna (el llibre de medicina xinesa Huangdi Nei Jing recomana l'ús d'almesc i pols de gingebre per blanquejar les dents, els romans utilitzaven l'orina espanyola, la més preada, o la llet de cabra) però la seva popularització depèn dels D William Walter Klusmeier i Van Haywood en particular, que van desenvolupar el tractament ambulatori. El doctor Dan Fischer en va permetre la industrialització i el desenvolupament.
Els efectes a llarg termini de l'ús repetit de l'emblanquiment dentari no es coneixen.

## Tècniques

### Emblanquiment per via externa a casa
La legislació europea d'agost de 2012 autoritza l'ús de peròxid d'hidrogen fins a 6 % de manera ambulatòria. Tan sols pot ser utilitzat per un cirurgià dental amb llicència. El professional sanitari encara pot deixar que el seu pacient l'utilitzi sol, amb explicacions sobre el mètode d'ús prèviament. Quan la concentració supera 6%, el producte s'ha d'utilitzar llavors exclusivament a la pràctica i sota una indicació molt concreta, blanqueig intern sobre dents no vitals.

#### Fèrules ambulatòries fetes a mida
El dentista fa una impressió de les dents i confeccciona fèrules anatòmics a mida que s'aplicaran durant un període variable en funció de la concentració del producte utilitzat, però sovint de nit. Aquestes fèrules anatòmiques són proveïdes de dipòsits a la part vestibular de les dents i, per tant, permeten d'encapsular el producte d'emblanquiment a la cara de les dents i protegir els teixits tous del possible contacte amb el producte.

#### Fèrula ambulatòriaprêt-à-porter

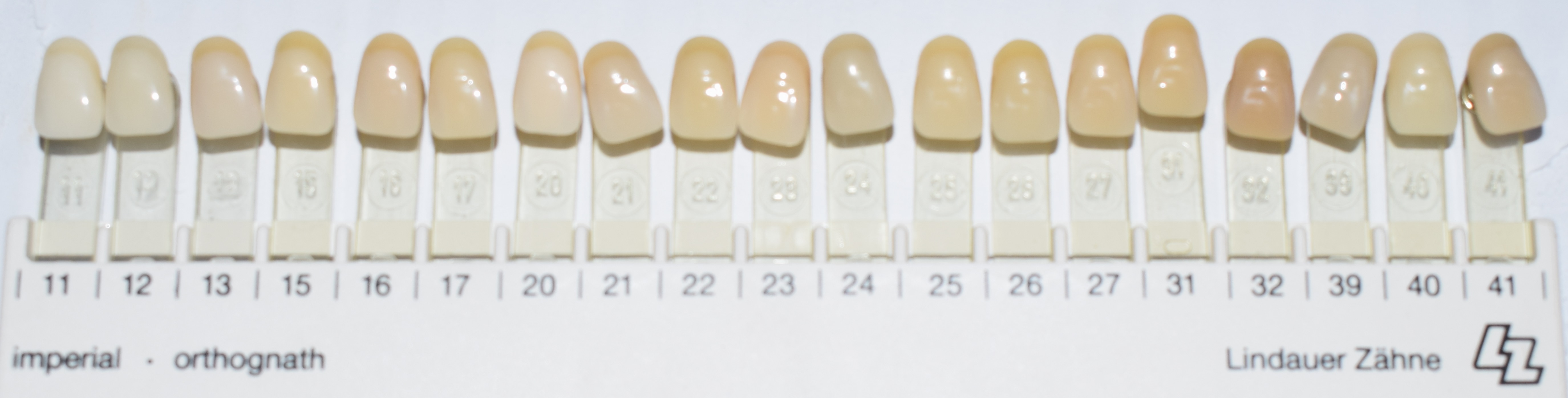
Carta de colors de les dents

Avui el més habitual a l'oficina dental per als tractaments dirigits al benestar. Aquests canalons estalvien temps al metge i, per tant, tenen un cost de tractament reduït per al pacient. Sense empremta, sense creació de fèrula anatòmica. Fèrules que contenen un gel de peròxid d'hidrogen de 6 oz % són prestes per utilitzar. Després del control oral per part del dentista, valida el tractament amb fèrules precarregades i preformades de manera industrial. Es fa servir de 60 a 90 minuts al dia, durant un temps de tractament d'almenys 10 dies.

### Emblanquiment extern al consultori dental
- Sessions al consultori dental realitzades per un cirurgià dental generalment utilitzant peròxid d'hidrogen. Els productes es poden activar mitjançant accessoris externs com la llum o un difusor tèrmic, però la majoria dels tractaments es fan sense aquests accessoris externs. La sessió dura des de mitja hora fins a una hora; planifica dues sessions separades dues setmanes per obtenir un bon resultat o a més de canalons ambulatoris prêt à porter.

### Emblanquiment en bars de somriures
Aquest concepte, importat dels Estats Units, consisteix en sessions d'emblanquiment en un centre d'estètica.
El client comença amb un petit vàter amb una compresa amarada amb un " activador d'emblanquiment » després rep a les seves dents un canaló de silicona farcit d'un gel a base de perborat sòdic combinat amb una làmpada electroluminescent freda que activa el procés engrandint els porus de l'esmalt dental. Aquest tractament és disponible en instituts de bellesa, balnearis. L'alleugeriment es limita a uns quants dies. Aneu amb compte, el perborat de sodi allibera peròxid d'hidrogen i aquests centres no poden utilitzar productes que alliberin més de 0,1% peròxid d'hidrogen, la mateixa concentració que els productes que es troben a les farmàcies. Aquests centres són objecte de controvèrsia per la seva perillositat.

### Productes de venda lliure
- Productes venuts a les farmàcies o supermercats. Són productes de baixa concentració. La legislació autoritza a Europa només productes amb emissions inferiors a 0,1% de peròxid d'hidrogen.

### Emblanquiment intern anomenat tècnicawalking bleach
L'emblanquiment intern consisteix a aclarir una dent desvitalitzada de l'interior.Sovint, les dents desvitalitzades prenen una color més fosca, que pot ser antiestètic si es tracta d'una incisiu central superior. En aquest cas es pot, després d'assegurar-se que l'obturació del canal era ben segellada, es diposita un producte (perborat de sodi o peròxid d'hidrogen adequat a l'interior de la dent) i se'l deixar obrar durant una setmana.

## Productes
Existeixen diverses tècniques per tenir les dents més clares. La majoria es basen en el subministrament d'un ió d'oxigen que blanqueja els pigments de les dents, en particular els pigments groguencs. Els productes utilitzats són principalment peròxid d'hidrogen (peròxid d'hidrogen), peròxid de carbamida i peròxid d'urea.
Durant l'emblanquiment, l'ingredient actiu del gel es descompon, l'oxigen penetra l'esmalt i blanqueja les parts marrons (taques). Tan sols l'esmalt dental i la dentina es tornen més lleugeres. Els empastaments, corones i pròtesis dentals no es veuen afectats. Un nou producte, encara poc conegut, el PAP (àcid ftalimidoperoxicaproic) va aparèixer als mercats europeus el 2019. No es transforma en peròxid d'hidrogen com el peròxid de carbamida i, per tant, representa una alternativa sense límit de concentració a la Unió Europea. Tanmateix, la majoria dels productes que contenen PAP es concentren al 12%, la dosi a la qual l'efecte emblanquidor és òptim sense causar efectes secundaris permanents.

## Contraindicacions

### Contraindicacions locals
Les dents a emblanquir han de ser absolutament sanes, sense càries. De fet, les dents que ja han estat tractades es veurien infiltrades pels productes a la interfície empastament/dent, la qual cosa podria provocar dolor i, en casos extrems, de provocar necrosi de la dent.

### Contraindicacions generals absolutes
- Dones prenyades o que alleten.
- Mainada de menys de 18 anys.

## Indicacions
- Dents sanes, sense càries.
- Pacient amb bona higiene bucal.
- Colors d'origen extern
- Coloració d'origen traumàtic
- Coloració per fàrmacs[4]

## Riscos
Tots els tractaments d'emblanquiment poden tenir efectes indesitjables en els teixits bucals (dent, però també genives i mucosa de la galta o la llengua), sovint lleus o temporals si el dentista ha comprovat prèviament que el tractament és adequat i que les dents ho suportarien.
També hi ha riscos a mitjà i llarg termini per als teixits tous i dentals. Les amalgames de mercuri alliberen més mercuri (tòxic) durant alguns d'aquests tractaments (amb gels de peròxid de carbamida en particular) i algunes resines es tornen taronja sota l'efecte de l'agent emblanquidor. Alguns d'aquests tractaments sols s'han de fer en dents desvitalitzades i d'altres solament es poden fer en dents perfectament sanes (a risc de dolor intensa o fins i tot de necrosi de la dent).